# Epicauta annulicornis
Epicauta annulicornis es una especie de coleóptero de la familia Meloidae.

## Distribución geográfica
Habita en Puerto Rico.